# Mon cas
Mon cas è un film del 1986 diretto da Manoel de Oliveira.
Il film è stato girato negli studi cinematografici di Le Havre.

## Trama
Approfittando di un momento di distrazione da parte dell'inserviente del teatro, uno sconosciuto irrompe sul palcoscenico poco prima dell'inizio di una rappresentazione, per raccontare al pubblico il suo caso che ritiene di grande importanza.
L'inserviente cerca di fermarlo perché a breve l'attrice principale dovrebbe cominciare il suo monologo. Lo prega di abbandonare il palcoscenico e di non metterlo in difficoltà. Illustra la sua situazione difficile, con una moglie malata e una prole numerosa.
L'attrice entra in scena. È presa dal dubbio perché non sa se scegliere l'amante più attraente o l'amante più facoltoso. Il suo monologo futile è interrotto dallo sconosciuto che vuole parlare del suo caso molto più serio, ma l'attrice è determinata a continuare, perché si è dovuta preparare a lungo per recitare questa parte.
Sale sul palco l'autore e racconta anche il suo caso. Si lamenta perché è stato costretto a tagliare e a stravolgere buona parte dell'opera e ora si accorge che il risultato manca decisamente di spessore.
Sopraggiunge uno spettatore che, dal suo punto di vista, dopo una giornata di duro lavoro e dopo aver pagato il biglietto, pretende di godersi uno spettacolo che lo possa soddisfare.
È evidente come tutti i personaggi sono mossi dal loro egoismo personale, hanno a cuore solo i loro problemi e i loro interessi, e sono desiderosi di imporsi anche travalicando quelli del loro prossimo.